# Abdul Aminu
Abdoul Aminu (21 febbraio 1965) è un ex calciatore nigeriano, di ruolo difensore.

## Carriera

### Club
Ha sempre giocato nel campionato nigeriano.

### Nazionale
Con la maglia della Nazionale ha partecipato a due edizioni della Coppa d'Africa.